# Замкнутая кровеносная система
Замкнутая кровеносная система — кровеносная система, в которой кровь течёт исключительно по сосудам.
Замкнутую кровеносную систему имеют некоторые беспозвоночные (например: кольчатые черви и головоногие моллюски), все позвоночные животные, включая человека, имеют замкнутую кровеносную систему.
Членистоногие, моллюски (исключение-головоногие моллюски) и низшие хордовые имеют незамкнутую кровеносную систему.
Стрекающие, гребневики, губки не имеют кровеносной системы.
Плоские черви, круглые черви, тихоходоки, коловратки утратили кровеносную систему входе эволюции.
Движение крови в замкнутой кровеносной системе обеспечивается постоянным сокращением сосудистых утолщений. У животных с замкнутой кровеносной системой кровь движется по сосудам и обмен веществ между кровью и тканями совершается через их стенки.